# Romina Power
Romina Francesca Power (Los Angeles, Kalifornia, 1951. október 2. –) amerikai–mexikói származású olasz színésznő, énekesnő, író, festő, olasz televíziós híresség. Legfőképpen a volt férjével, Albano Carrisivel alkotott olasz popduóról (Al Bano & Romina Power) ismeretes.

## Életrajz

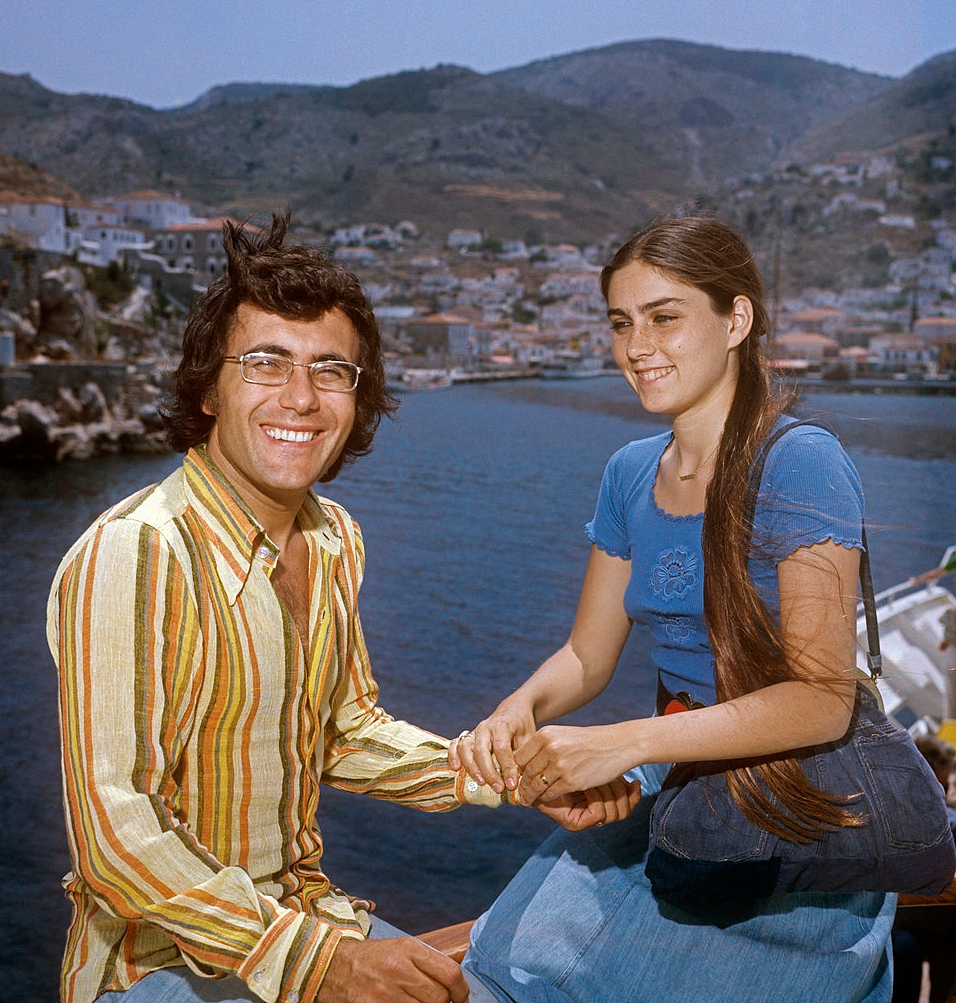
Al Bano és Romina Power Görögországban, 1975-ben

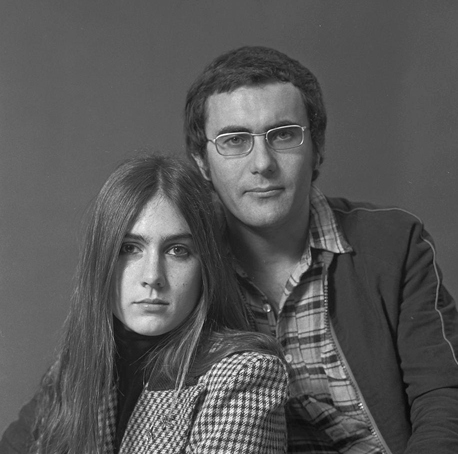
Romina Power és Al Bano (1976)

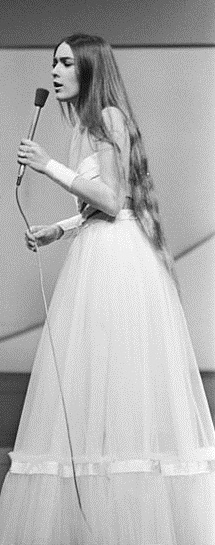
Az 1976-os Eurovíziós Dalfesztiválon

Tyrone Power (1914–1958) amerikai színész és második felesége, Linda Christian – eredetileg Blanca Rosa Welter (1923–
2011) – mexikói színésznő leányaként Kaliforniában született. Miután szülei 1956-ban elváltak, majd apja infarktusban meghalt, 1958-ban édesanyjával elhagyták az Egyesült Államokat. Az általános iskolát Mexikóban, a középiskolát Olaszországban fejezte be, Angliába járt főiskolára. Az olaszon kívül folyékonyan beszél spanyolul, angolul, franciául és hollandul.
Zene iránti érdeklődését először amerikai musicalek és a mexikói ranchera keltette fel, majd az olasz zene az 1960-as évektől. Tizenéves korában fedezte fel a The Beatles együttest és Bob Dylant, akik a zeneszerzésben ihlették. Miután egyik születésnapjára gitárt kapott ajándékba, akkordokat kezdett tanulni, és megírta első dalait. 14 éves korától már számos olasz nyelvű filmben feltűnt. 1967-ben, a Minden dalom a tiéd (Nel sole) című zenés vígjáték forgatása során ismerkedett meg Al Bano (Albano Carrisi) olasz énekes-színésszel. 1970-ben össze is házasodtak, és népszerű popduót alapítottak Al Bano & Romina Power néven, amely óriási sikereket ért el Olaszországban, Németországban, Ausztriában, Spanyolországban, Franciaországban, Latin-Amerikában, Kelet-Európában és a Szovjetunióban. Többször részt vettek az Eurovíziós Dalfesztiválon is. Házasságukból négy gyermeke született:
- Ylenia Carrisi (1970–?) költő, világutazó; 1993 szilveszterén máig tisztázatlan körülmények között eltűnt New Orleansban.
- Yari Carrisi (1973–), egyetlen fiúgyermek
- Christel Carrisi (1985–), olasz valóságshow-szereplő (La fattoria).
- Romina Carrisi (1987–), olasz valóságshow-szereplő (Isola dei famosi).

1999-ben elhagyta férjét, így a popduó is feloszlott, ezzel zenei karrierjét is befejezte. Válásukat hivatalosan csak 2012. június 20-án mondta ki egy brindisi bíróság.
2005-ben a Ballando con le stelle (’Csillagokkal táncolva’) olasz tehetségkutató-műsor egyik zsűritagja volt. 2006–2007-ben kiállításokat szervezett Milánóban saját festményeiből. 2007 tavaszán új otthont vett az arizonai Sedona városban, és végleg elhagyta Olaszországot. Döntését azzal indokolta az olasz sajtónak, hogy az olaszok többsége őt csak egy gyerekdal, a Kacsatánc (Il ballo del qua qua) előadójaként ismerte, így ezzel a beskatuályázással nehéz lett volna festőként és íróként érvényesülnie Olaszországban; továbbá megelégelte az olasz sajtó lánya elvesztésével kapcsolatos találgatását és zaklatását.

### Újabb fellépései Al Banóval és visszatérése Sanremóba
2013 októberében 16 év óta először énekelt újra Al Banóval (előző utolsó közös fellépésük 1997-ben a brazíliai Rio de Janeiro Maracanã Stadionjában II. János Pál pápa előtt az Al mondo siamo noi című dallal), három Oroszországba szervezett moszkvai koncerten. Élőben adták elő a következő hét dalukat: Libertà, Ci sarà, Acqua di mare, Dialogo, Che angelo sei, Sharazan és Felicità. Mindhárom hangversenyen fellépett Toto Cutugno, Pupo, a Matia Bazar, a Ricchi e Poveri, Riccardo Fogli, Gianni Morandi és Umberto Tozzi. Moszkva után megszervezték az Al Bano & Romina Power Reunion Tour 2014 turnét, amelyből két előadást 2014 áprilisa végén Atlantic Cityben (USA), majd májusban hármat Montréalban (Kanada) és a kanadai Niagara Falls városban adtak. A turné egész 2015-ben és 2016-ban folytatódott.
Ugyanabban az évben visszatért Olaszországba, hogy az Il segreto di Italia (Olaszország titka) című szélesvásznú mozifilmben szerepeljen, amely az 1945-ben lezajlott Codevigo környéki tragikus eseményeket taglalja (amelyek során antifasiszta partizánok 136 fasisztának minősített embert mészároltak le), ám ezért az ANPI olasz partizánszövetség állandóan támadta a filmet, és a színésznőt fasizmussal vádolta.
2015. február 10-én 24 év után visszatért az Ariston színházba is, hogy Al Banóval fellépjen a Sanremói Dalfesztiválon a Cara terra mia, a Felicità és a Ci sarà című dalokkal, 58,56%-os nézettség mellett. Megkapták a Targa Ambasciatore del Festival di Sanremo nel mondo (A Sanremói Fesztivál Világkövete Táblája) kitüntetést is.
Az év május 29-én újra visszatért Olaszországba egy Al Banóval közös fellépésre a Veronai Aréna színpadára, amelyet Signore e signori: Al Bano & Romina Power címen egyenesben közvetített a Rai 1 tévé. Szintén párosban szerepeltek 2016. január 22. és március 4. között a Rai 1 Così lontani così vicini című műsora harmadik sorozatában.

## Filmográfia
- Menage all’italiana (1965)
- Come imparai ad amare le donne (1966)
- Per amore… per magia… (1967)
- Assicurasi vergine (1967)
- Minden dalom a tiéd (1967)
- L’oro del mondo (1968)
- Vingt-quatre heures de la vie d’une femme (1968)
- Mayerling (1968)
- Il suo nome è Donna Rosa (1969)
- Pensando a te (1969)
- Marquis de Sade: Justine (1969)
- Femmine insaziabili (1969)
- Las trompetas del apocalipsis (1969)
- Mezzanotte d’amore (1970)
- Angeli senza paradiso (1970)
- Champagne in paradiso (1983)
- Il ritorno di Sandokan (1996)
- Tutti i sogni del mondo (2003)
- 24 Hours in the Life of a Woman
- Upaya (2005) (író és rendező)

## Bibliográfia
- Al Bano & Romina Power: Autoritratto all’A dalla R (Rizzoli, 1989)
- Cercando mio padre (Gremese, 1998)
- Ho sognato don Chisciotte (Bompiani, 2000)
- Kalifornia (It’s here now) (Arcana, 2004)

## Diszkográfia

### Szólóalbumok
- 12 canzoni e una poesia (1969)
- Ascolta, ti racconto di un amore (1974)
- Con un paio di blue-jeans (1974)
- Da lontano (2012)

### Albano Carrisivel
- Atto I (1975)
- Des Nuits Entières (1976)
- 1978 (1978)
- Aria Pura (1979)
- Momentos (1979)
- Sharazan (1981) (spanyol)
- Felicità (1982)
- Felicidad (1982) (spanyol)
- Che angelo sei (1982)
- Qué ángel será (1983) (spanyol)
- The Golden Orpheus Festival 1984 (1984)
- Effetto amore (1984)
- Sempre, sempre (1986)
- Siempre, siempre (1986) (spanyol)
- Libertà! (1987)
- Libertad (1987) (spanyol)
- Fragile (1988)
- Fragile (spanyol) (1988)
- Fotografia di un momento (1990)
- Fotografía de un momento (1990) (spanyol)
- Corriere di Natale (1990)
- Weihnachten bei uns zu Hause (1991)
- Navidad ha llegado (1991) (spanyol)
- Vincerai (1991)
- Vencerás (1991) (spanyol)
- Notte e giorno (1993)
- El tiempo de amarse (1993) (spanyol)
- Emozionale (1995)
- Amor sagrado (1995) (spanyol)
- Ancora… Zugabe (1996)

## Fordítás
- Ez a szócikk részben vagy egészben  a   Romina Power című angol Wikipédia-szócikk ezen változatának fordításán alapul.  Az eredeti cikk szerkesztőit annak laptörténete sorolja fel. Ez a jelzés csupán a megfogalmazás eredetét és a szerzői jogokat jelzi, nem szolgál a cikkben szereplő információk forrásmegjelöléseként.
- Ez a szócikk részben vagy egészben  a   Romina Power című olasz Wikipédia-szócikk ezen változatának fordításán alapul.  Az eredeti cikk szerkesztőit annak laptörténete sorolja fel. Ez a jelzés csupán a megfogalmazás eredetét és a szerzői jogokat jelzi, nem szolgál a cikkben szereplő információk forrásmegjelöléseként.